# Calanus hyperboreus
Calanus hyperboreus je klanonožec z řádu vznášivek. Žije v chladných arktických mořích v místech, kde oceán zamrzá, a to především v Grónském moři a dále také v okolí severního pólu, v Norském moři a některých hlubších fjordech. Calanus hyperboreus je obecně zhruba čtyřikrát vzácnější než Calanus finmarchicus, na druhou stranu Calanus hyperboreus je výrazně početnější ve vodách arktických. C. hyperboreus dosahuje výrazně větších rozměrů než Calanus finmarchicus, přibližně velikosti zrnka rýže.
Představuje důležitou složku potravního řetězce, je totiž potravou pro některé ryby, mořské ptáky i některé velryby. Většinu roku tráví ve velkých hloubkách a klade zde vajíčka, z nichž se na začátku letní sezóny vylíhnou larvy, vyplavou do menších hloubek a začnou se živit bujícím fytoplanktonem. Tento cyklus se někdy označuje jako vertikální migrace.